# Liste des châteaux du Tarn

La position du Tarn sur une carte de France

Cet article recense par ordre alphabétique et de manière se voulant exhaustive, les châteaux (de défense ou d'agrément), maisons fortes, mottes castrales, manoirs situés dans le département français du Tarn, ainsi que les palais ou autres tours et commanderies. Il est fait état des inscriptions ou classements au titre des monuments historiques (MH).
Historique
En 1930, le guide du Tarn recense 647 châteaux sur le département du Tarn. En 1986, sur l'ensemble de ces châteaux, seuls cent trente cinq étaient antérieurs au XIXe siècle, et une centaine sont aujourd'hui ruinés. Cet article compte actuellement 352 châteaux, 12 manoirs et maisons-fortes, 5 tours, 5 commanderies et 2 palais.
Le Tarn présente encore quelques forteresses d'importance (souvent ruinées), les plus connues étant celle de Penne, de Mauriac, le palais de la Berbie ou le château de Castelnau-de-Lévis. Néanmoins, la plupart des châteaux-forts de grande taille ont été détruits par le temps ou les ordres royaux, comme c'est le cas de celui de Gaïx, de Combefa, de Lombers ou d'Ambres.
| Icône            | Signification    | Abréviations             | Abréviations                  | Abréviations             | Abréviations           |
| ---------------- | ---------------- | ------------------------ | ----------------------------- | ------------------------ | ---------------------- |
| Château fort     | Château fort     | = Bastide                | = Ferme fortifiée             | = Maison forte           | = (Néo-)Palladianisme  |
| Renaissance      | Renaissance      | = Château gascon         | = Folie (montpelliéraine)     | = Manoir, Gentilhommière | = Résidence épiscopale |
| Domaine viticole | Domaine viticole | = Classicisme, classique | = Forteresse, fort(ification) | = Maison (noble)         | = Style Beaux-Arts     |
| Palais           | Palais           | = Commanderie            | = Gothique (flamboyant)       | = Néo-baroque            | = Style Second Empire  |
| Ruine ou disparu | Ruine, disparu   | = Château pinardier      | = Hôtel particulier           | = Néo-classique          | = Style italianisant   |
|                  |                  | = Demeure seigneuriale   | ... = Style Louis XII...XVI   | = Néo-gothique           | = Style troubadour     |
|                  |                  | = Éclectisme             | = Logis (seigneurial)         | = Néo-Renaissance        | = Villa (de Nice)      |
| Baroque, rococo  | Baroque, rococo  | = Édifice religieux      | = Motte castrale/féodale      | = Pavillon de chasse     | = Styles du XXe siècle |

## Les châteaux

### Châteaux localisés
| Type                                           | Château                                                                             | Commune                                        | Protection                                                       | Notes | Coordonnées                                   | Illustration |
| ---------------------------------------------- | ----------------------------------------------------------------------------------- | ---------------------------------------------- | ---------------------------------------------------------------- | --- | --------------------------------------------- | ------------ |
| Château fort · Classicisme, classique          | Château d'Aguts                                                                     | Aguts                                          | Inscrit MH (2014) · Notice no PA00095663                         | XIVe et XVIIe siècles (famille de Rigaud et d'Avessens) | 43° 31′ 46″ N, 1° 55′ 26″ E                   |              |
| Château fort · Renaissance                     | Château d'Aiguefonde                                                                | Aiguefonde                                     | Notice no IA81000218                                             | XIVe siècle - XVIe siècle (famille d'Hautpoul) | 43° 29′ 37″ N, 2° 18′ 56″ E                   |              |
| Ruine ou disparu                               | Château d'Algans                                                                    | Algans                                         |                                                                  | Dates inconnues (vicomtes de Lautrec et famille de Montesquiou) | 43° 35′ 46″ N, 1° 54′ 16″ E                   |              |
| Néo-classique                                  | Château de l'Algayrie ou Château de la Ténèze                                       | Teillet                                        |                                                                  | XIXe siècle (Hippolyte Delbosc) | 43° 52′ 08″ N, 2° 21′ 53″ E                   |              |
| Château fort                                   | Château d'Alos                                                                      | Alos                                           |                                                                  | XVe siècle - XVIe et XVIIe siècles (famille de Rabastens, d'Aymeric, de Beyne...) | 44° 01′ 27″ N, 1° 52′ 34″ E                   |              |
| Château fort · Ruine ou disparu                | Château-vieux d'Ambialet                                                            | Ambialet                                       |                                                                  | Moyen Âge - disparu (comtes de Toulouse) |                                               |              |
| Château fort · Ruine ou disparu                | Château-neuf d'Ambialet ou Castella d'Ambialet, Château Saint-Raphaël               | Ambialet                                       | « Photo », notice no AP60K001553                                 | Moyen Âge, était le siège de la vicomté d'Ambialet | 43° 56′ 49″ N, 2° 22′ 45″ E                   |              |
| Forteresse, fort(ification) · Ruine ou disparu | Forts d'Ambialet                                                                    | Ambialet                                       |                                                                  | Les 6 forts de défenses d'Ambialet | 43° 56′ 43″ N, 2° 22′ 42″ E                   |              |
| Château fort · Ruine ou disparu                | Château d'Ambres                                                                    | Ambres                                         |                                                                  | XIIIe siècle - disparu (Gaston Phébus, Philippe de Noailles...) | 43° 43′ 58″ N, 1° 48′ 39″ E                   |              |
| Château fort · Ruine ou disparu                | Château-vieux d'Andouque                                                            | Crespin                                        |                                                                  | Xe siècle (vicomtes d'Albi et famille de Lescure) | 44° 02′ 19″ N, 2° 18′ 21″ E                   |              |
|                                                | Château de l'Ange                                                                   | Lautrec                                        |                                                                  | |                                               |              |
| Château fort                                   | Château d'Aniès                                                                     | Saint-Marcel Campes                            |                                                                  | XIIIe et XVIe siècles | 44° 04′ 21″ N, 2° 01′ 06″ E                   |              |
| Style Second Empire                            | Château Antelys ou Château des Fournials                                            | Montredon-Labessonnié                          |                                                                  | XIXe siècle | 43° 42′ 56″ N, 2° 14′ 38″ E                   |              |
| Château fort · Renaissance                     | Château d'Appelle                                                                   | Appelle                                        |                                                                  | Inconnu (famille de Gineste) | 43° 35′ 06″ N, 1° 57′ 20″ E                   |              |
| Château fort · Renaissance                     | Château d'Arifat                                                                    | Arifat                                         |                                                                  | XIIIe et XVIe siècles (famille de Soubiran et de Villeneuve) | 43° 46′ 24″ N, 2° 19′ 48″ E                   |              |
| Château fort · Renaissance                     | Château d'Arifat Château d'Agriffoul                                                | Castres                                        |                                                                  | XIe et XVIe siècles (famille de Génibrousse et de La Bauve) | 43° 35′ 52″ N, 2° 16′ 38″ E                   |              |
| Château fort                                   | Château d'Aussac                                                                    | Aussac                                         |                                                                  | XIIIe siècle (famille de Montfort) | 43° 51′ 51″ N, 2° 02′ 27″ E                   |              |
| Château fort · Ruine ou disparu                | Château d'Aussillon                                                                 | Aussillon                                      |                                                                  | XIe siècle - ruiné (famille d'Hautpoul) | 43° 29′ 15″ N, 2° 21′ 21″ E                   |              |
| Château fort · Renaissance                     | Château de La Bancalié                                                              | Terre-de-Bancalié (ex Saint-Antonin-de-Lacalm) |                                                                  | Inconnue - XVIIIe siècle | 43° 48′ 19″ N, 2° 17′ 16″ E                   |              |
| Renaissance                                    | Château de la Barbazanié                                                            | Fontrieu (ex Castelnau-de-Brassac)             |                                                                  | XVIIIe siècle - XIXe siècle (famille Corbière) | 43° 38′ 32″ N, 2° 27′ 46″ E                   |              |
| Renaissance                                    | Château de la Barthié                                                               | Jonquières                                     |                                                                  | Inconnue | 43° 39′ 49″ N, 2° 08′ 15″ E                   |              |
| Renaissance                                    | Château de la Bastidette ou Château de la Bastide ou Château de Bastida en Bengilho | Le Ségur                                       |                                                                  | XIIIe siècle (famille de Monestiés et de Clayrac) | 44° 04′ 39″ N, 2° 04′ 46″ E                   |              |
| Château fort                                   | Château de Beauvais                                                                 | Beauvais-sur-Tescou                            |                                                                  | XIVe siècle (Jean de Marigny) | 43° 54′ 41″ N, 1° 34′ 12″ E                   |              |
| Renaissance                                    | Château d'en Belaval                                                                | Lacougotte-Cadoul                              |                                                                  | Inconnue - XVIIIe siècle | 43° 37′ 44″ N, 1° 50′ 07″ E                   |              |
| Renaissance                                    | Château de Belbèze                                                                  | Giroussens                                     |                                                                  | XVIe siècle - XVIIe siècle (Pierre de Nogaret et Lucie Bouniol) | 43° 45′ 51″ N, 1° 46′ 30″ E                   |              |
| Ruine ou disparu · Renaissance                 | Château de Belcastel                                                                | Belcastel                                      |                                                                  | XIIIe siècle - XIXe siècle (famille de Lescure et de Lacoste) | 43° 38′ 59″ N, 1° 45′ 32″ E                   |              |
| Manoir, gentilhommière                         | Château de Bélesta                                                                  | Cahuzac-sur-Vère                               |                                                                  | XIXe siècle | 43° 58′ 55″ N, 1° 55′ 31″ E                   |              |
|                                                | Château de Belfortès                                                                | Le Bez                                         |                                                                  | |                                               |              |
| Classicisme, classique                         | Château de Bellevue                                                                 | Albi                                           | Inscrit MH (2014) · Notice no PA81000044                         | XVIIe et XXe siècles (Léopold Malphettes) | 43° 55′ 12″ N, 2° 09′ 26″ E                   |              |
| Renaissance                                    | Château de Bellevue ou Château de Pibres                                            | Lavaur                                         |                                                                  | XIXe siècle (famille de Saint-Salvy) | 43° 41′ 23″ N, 1° 46′ 13″ E                   |              |
| Renaissance                                    | Château de Bellevue ou Castel de Belbèze                                            | Lisle-sur-Tarn                                 |                                                                  | MA central - XIXe siècle (Alphonse de Poitiers, duc de Berry et famille de Chastenet) | 43° 51′ 28″ N, 1° 48′ 51″ E                   |              |
| Renaissance                                    | Château de La Beloterie ou Château de Labelotterie                                  | Noailhac                                       |                                                                  | XVIe siècle - XIXe siècle (famille Barbara de Labelotterie de Boisséson) | 43° 34′ 25″ N, 2° 21′ 39″ E                   |              |
|                                                | Château de Berlan                                                                   | Montredon-Labessonié                           |                                                                  | [ 2 ] |                                               |              |
| Renaissance                                    | Château de Berlats ou Château de Berlas                                             | Berlats                                        |                                                                  | XIIIe siècle (famille de Beyne) | 43° 41′ 51″ N, 2° 33′ 57″ E                   |              |
| Renaissance                                    | Château de Berniquaut<ou> Oppidum de Berniquaut                                     | Sorèze                                         |                                                                  | |                                               |              |
|                                                | Château de Bertre                                                                   | Bertre                                         |                                                                  | |                                               |              |
|                                                | Château de Blan                                                                     | Blan                                           |                                                                  | |                                               |              |
| Château fort · Renaissance                     | Château de Bleys                                                                    | Labarthe-Bleys                                 |                                                                  | XVe siècle (famille de Rabastens et de Faramond) | 44° 04′ 43″ N, 1° 53′ 48″ E                   |              |
| Renaissance                                    | Château de la Bogne                                                                 | Vindrac-Alayrac et Les Cabannes                |                                                                  | XVe siècle (famille d'Alès) | 44° 04′ 23″ N, 1° 55′ 29″ E                   |              |
| Château fort · Domaine viticole                | Château de Boisse                                                                   | Bournazel                                      |                                                                  | XVe siècle - XVIe siècle (famille d'Alès et Armand de Saint-Félix) | 44° 05′ 42″ N, 1° 57′ 00″ E                   |              |
| Ruine ou disparu                               | Château de Boissezon                                                                | Murat-sur-Vèbre                                |                                                                  | Xe siècle - ruiné (maison Trencavel, famille de Peyrusse et de Génibrousse) | 43° 41′ 21″ N, 2° 54′ 32″ E                   |              |
| Ruine ou disparu                               | Château de Boissezon                                                                | Boissezon                                      |                                                                  | XIe siècle - disparu (maison Trencavel et de Montfort) | 43° 34′ 35″ N, 2° 22′ 49″ E                   |              |
| Château fort · Renaissance                     | Château de Bonnac                                                                   | Cuq-Toulza                                     |                                                                  | Inconnue - XVIIe siècle | 43° 33′ 31″ N, 1° 54′ 27″ E                   |              |
| Château fort                                   | Château de la Bonnette                                                              | Senouillac                                     |                                                                  | XVe siècle - XIXe siècle (famille de Fronte et de Paulo) | 43° 56′ 51″ N, 1° 56′ 28″ E                   |              |
| Ruine ou disparu                               | Château de Bonneval                                                                 | Ambialet                                       |                                                                  | XVIe siècle - abandonné (famille de Saint-Paul) | 43° 56′ 13″ N, 2° 24′ 22″ E                   |              |
| Renaissance                                    | Château de Las Bordes ou château de Montdurausse                                    | Montdurausse                                   |                                                                  | XVIIe siècle (familles de Voisins et d'Arpajon) | 43° 57′ 01″ N, 1° 38′ 39″ E                   |              |
| Renaissance · Ruine ou disparu                 | Château de La Bourélie ou Château des Combettes-Labourélie                          | Brens                                          |                                                                  | XVIIe siècle - XIXe siècle (famille de Combettes) | 43° 53′ 54″ N, 1° 55′ 49″ E                   |              |
| Renaissance                                    | Château de la Bousquétarié                                                          | Lempaut                                        |                                                                  | XVIIIe siècle (famille Pauthe) | 43° 32′ 00″ N, 2° 04′ 37″ E                   |              |
|                                                | Château de la Bousquetié                                                            | Saint-Paul-Cap-de-Joux                         |                                                                  | |                                               |              |
| Renaissance                                    | Château du Bosquet                                                                  | Vielmur-sur-Agout                              |                                                                  | XIXe siècle | 43° 37′ 28″ N, 2° 07′ 30″ E                   |              |
| Renaissance                                    | Château de Braconnac                                                                | Jonquières                                     |                                                                  | XIIe siècle - XVIIIe siècle (famille d'Aure et de Foucaud) | 43° 39′ 56″ N, 2° 08′ 39″ E                   |              |
| Château fort                                   | Château de Brametourte                                                              | Lautrec                                        |                                                                  | XIe siècle - inconnu (vicomtes de Lautrec et famille de Capriol) | 43° 41′ 46″ N, 2° 06′ 45″ E                   |              |
| Château fort · Renaissance                     | Château de Brassac de Belfortès ou Château de la Marquise                           | Brassac                                        |                                                                  | XIIe siècle - XXe siècle (famille de Soubiran et de Juge) | 43° 37′ 43″ N, 2° 29′ 50″ E                   |              |
| Château fort · Renaissance                     | Château de Brassac de Castelnau                                                     | Brassac                                        |                                                                  | Xe siècle - XVIIe siècle (comtes de Toulouse, famille de Montfort et de Juge) | 43° 37′ 46″ N, 2° 29′ 51″ E                   |              |
| Renaissance                                    | Château de Brenas                                                                   | Noailhac                                       |                                                                  | |                                               |              |
| Château fort · Ruine ou disparu                | Château de Brens ou Tour-porte de Brens                                             | Brens                                          |                                                                  | Xe siècle - ruiné (comtes de Toulouse) | 43° 53′ 22″ N, 1° 54′ 34″ E                   |              |
| Renaissance                                    | Château de la Brunié                                                                | Damiatte                                       | Classé MH (1990), pigeonnier de la Brunié · Notice no PA00095551 | XVIe et XVIIe siècles (famille de Corneillan) | 43° 41′ 35″ N, 1° 59′ 46″ E                   |              |
| Renaissance                                    | Château de Bruyères (Tarn)                                                          | Moularès                                       |                                                                  | [ 3 ] |                                               |              |
| Renaissance                                    | Château de Buc                                                                      | Marssac-sur-Tarn et Florentin                  |                                                                  | XVe siècle - XIXe siècle (famille Boé et Dirat) | 43° 54′ 16″ N, 2° 01′ 23″ E                   |              |
| Renaissance                                    | Château de Burq ou Château du Burg                                                  | Montgey                                        |                                                                  | XIXe siècle | 43° 31′ 08″ N, 1° 57′ 38″ E                   |              |
| Château fort                                   | Château de Burlats                                                                  | Burlats                                        |                                                                  | XIVe siècle - XVIIe siècle (famille de Montbrun et de Castelpers) | 43° 38′ 10″ N, 2° 19′ 02″ E                   |              |
| Château fort                                   | Tour des Cabannes ou Tour Sarrasine                                                 | Les Cabannes                                   | Inscrit MH (1974) · Notice no PA00095495                         | XIIIe siècle (dépendance du château de Corrompis) | 44° 04′ 03″ N, 1° 56′ 11″ E                   |              |
|                                                | Château de Cabrilles                                                                | Saint-Paul-Cap-de-Joux                         |                                                                  | |                                               |              |
| Renaissance                                    | Château de Cadalen ou château de Madron                                             | Cadalen                                        |                                                                  | XIe siècle-XIXe siècle (famille Durieu de Madron) | 43° 51′ 05″ N, 1° 58′ 51″ E                   |              |
| Renaissance                                    | Château de Cadapau                                                                  | Saint-Jean-de-Marcel                           |                                                                  | XVIIe siècle (famille de Teyssier) | 44° 03′ 44″ N, 2° 14′ 59″ E                   |              |
|                                                | Château de la Cadiscie                                                              | Teyssode                                       |                                                                  | |                                               |              |
| Ruine ou disparu                               | Château de Cagnac                                                                   | Cagnac-les-Mines                               |                                                                  | ruiné |                                               |              |
| Renaissance                                    | Château de Cahuzac ou Château Portos                                                | Cahuzac                                        |                                                                  | XIXe siècle | 43° 28′ 00″ N, 2° 05′ 00″ E                   |              |
| Château fort                                   | Château de Cajarc anciennement Château de Corrompis                                 | Les Cabannes                                   |                                                                  | XIIIe siècle - XVIe siècle (famille de Cajarc et Armand de Saint-Félix) | 44° 04′ 07″ N, 1° 56′ 12″ E                   |              |
| Château fort · Gothique (flamboyant)           | Château de Calmels                                                                  | Lacaune                                        | Inscrit MH (1927) · Notice no PA00095577                         | MA central - XIXe siècle (famille de Calmels et de Naurois) | 43° 42′ 41″ N, 2° 41′ 41″ E                   |              |
| Renaissance                                    | Château de Camalières                                                               | Lacaze                                         |                                                                  | XIXe siècle (famille de Carayon-Latour et de Villeneuve) | 43° 43′ 02″ N, 2° 32′ 05″ E                   |              |
| Renaissance                                    | Château des Cambards                                                                | Saint-Lieux-lès-Lavaur                         |                                                                  | XVIe siècle - XIXe siècle (Pierre Séverin Audoÿ et Joseph Victor Audoy) | 43° 44′ 33″ N, 1° 44′ 15″ E                   |              |
| Château fort                                   | Château de Campagnac                                                                | Campagnac                                      |                                                                  | avant XVIe siècle (famille de Rabastens, Julien de Médicis et famille de Vignes) |                                               |              |
| Château fort                                   | Château de Campan                                                                   | Anglès                                         | Inscrit MH (1961) · Notice no PA00095486                         | XIe siècle - XVIIe siècle (Ordre du Temple, famille de Citou et de Saïx) | 43° 28′ 37″ N, 2° 36′ 40″ E                   |              |
| Ruine ou disparu                               | Château de Canac                                                                    | Murat-sur-Vèbre                                |                                                                  | XVIe siècle (famille de Génibrousse) | 43° 43′ 15″ N, 2° 54′ 41″ E                   |              |
| Renaissance · Style Louis XVI                  | Château de Cantepau                                                                 | Albi                                           | Inscrit MH (1978) · Notice no PA00095454                         | XVe siècle - XVIIIe siècle (famille Delecouls) | 43° 56′ 41″ N, 2° 09′ 44″ E                   |              |
| Ruine ou disparu                               | Fort de la Capelle                                                                  |                                                |                                                                  | Un des forts de défense d'Ambialet |                                               |              |
| Château fort                                   | Château des Capitaines-gouverneurs ou Château du Capitaine Royal                    | Puycelsi                                       |                                                                  | XVe siècle (royaume de France) | 43° 59′ 39″ N, 1° 42′ 35″ E                   |              |
| Renaissance                                    | Château du Carla                                                                    | Burlats                                        |                                                                  | XIXe siècle (Léonce Roux et Laboratoires Pierre Fabre) | 43° 37′ 41″ N, 2° 18′ 31″ E                   |              |
| Renaissance                                    | Château du Carla                                                                    | Lavaur                                         |                                                                  | |                                               |              |
| Ruine ou disparu                               | Château de Carlus                                                                   | Carlus                                         |                                                                  | |                                               |              |
|                                                | Château de la Castagne                                                              | Rabastens                                      |                                                                  | |                                               |              |
|                                                | Château du Castela                                                                  | Lasgraisses                                    |                                                                  | |                                               |              |
|                                                | Château du Castelas                                                                 | Labastide-Rouairoux                            |                                                                  | |                                               |              |
|                                                | Château le Castelet                                                                 | Castres                                        |                                                                  | |                                               |              |
|                                                | Château du Castelet                                                                 | Cuq-Toulza                                     |                                                                  | |                                               |              |
|                                                | Château de Castel-Florit                                                            | Lavaur                                         |                                                                  | |                                               |              |
|                                                | Château de Castelfranc                                                              | Montredon-Labessonnié                          |                                                                  | |                                               |              |
| Ruine ou disparu                               | Château de Castellas                                                                | Dourgne                                        |                                                                  | Xe siècle - disparu (famille Trencavel et de Dourgne) | 43° 27′ 41″ N, 2° 08′ 37″ E                   |              |
|                                                | Château de Castelmoutou                                                             | Castres                                        |                                                                  | |                                               |              |
| Ruine ou disparu                               | Château de Castelnau-de-Lévis                                                       | Castelnau-de-Lévis                             |                                                                  | | 43° 56′ 23″ N, 2° 05′ 03″ E                   |              |
|                                                | Château de Castelpanis                                                              | Assac                                          |                                                                  | |                                               |              |
|                                                | Château de Castelpers                                                               | Jonquières                                     |                                                                  | |                                               |              |
|                                                | Château du Castelviel                                                               | Albi                                           |                                                                  | |                                               |              |
|                                                | Castrum du Castlar                                                                  | Durfort                                        |                                                                  | |                                               |              |
| Renaissance                                    | Château de Castres                                                                  | Castres                                        |                                                                  | |                                               |              |
| Renaissance                                    | Château de Cathalo                                                                  | Giroussens                                     |                                                                  | XIXe siècle | 43° 46′ 34″ N, 1° 46′ 16″ E                   |              |
|                                                | Château de Caucalières                                                              | Caucalières                                    |                                                                  | Aussi appelé "Château de Pins" |                                               |              |
| Renaissance                                    | Château de Caudeval ou Château de Caudaval                                          | Puylaurens                                     |                                                                  | XVIe siècle - XIXe siècle (famille de Cambefort et Belaud) | 43° 37′ 55″ N, 2° 03′ 25″ E                   |              |
| Ruine ou disparu                               | Tour Caudière ou château de la Tourcaudière                                         | Castres                                        |                                                                  | XIIe siècle - disparu (seigneurs puis comtes de Castres) | 43° 36′ 22″ N, 2° 14′ 33″ E                   |              |
| Renaissance                                    | Château du Causse                                                                   | Castres                                        |                                                                  | XIXe siècle | 43° 33′ 46″ N, 2° 16′ 14″ E                   |              |
|                                                | Tour du Causse                                                                      | Fontrieu (ex-Ferrières)                        |                                                                  | |                                               |              |
|                                                | Château du Cayla                                                                    | Andillac                                       |                                                                  | Musée d'art | 44° 00′ 37″ N, 1° 53′ 56″ E                   |              |
| Château fort                                   | Château de Caylus                                                                   | Rouairoux                                      |                                                                  | Bâti au cours du XVe siècle, cette belle demeure fortifiée fut le siège d'une baronnie puis d'un marquisat. | 43° 29′ 22″ N, 2° 34′ 00″ E                   |              |
| Château fort                                   | Château de Cazelles                                                                 | Livers-Cazelles                                |                                                                  | |                                               |              |
|                                                | Château de Cestayrols                                                               | Cestayrols                                     |                                                                  | |                                               |              |
| Renaissance                                    | Château d'en Clausade                                                               | Marzens                                        |                                                                  | XVIIIe siècle (famille de Toulouse-Lautrec, Institut Vajra Yogini) | 43° 39′ 15″ N, 1° 51′ 00″ E                   |              |
| Château fort                                   | Château de Clayrac                                                                  | Amarens                                        |                                                                  | XIVe siècle (famille de Clayrac, de Genton et d'Aussaguel de Lasbordes) | 44° 02′ 54″ N, 1° 55′ 40″ E                   |              |
|                                                | Château de Clot                                                                     | Castres                                        |                                                                  | |                                               |              |
|                                                | Château du Colombié                                                                 | Ambialet                                       |                                                                  | |                                               |              |
| Ruine ou disparu                               | Château de Combefa                                                                  | Combefa                                        |                                                                  | Bâti vers 1270, cette puissante forteresse aujourd'hui ruinée fut la propriété des évêques d'Albi de sa construction à son abandon. | 44° 03′ 09″ N, 2° 05′ 17″ E                   |              |
|                                                | Château de Las Combes                                                               | Dourgne                                        |                                                                  | |                                               |              |
|                                                | Castrum de Constrat                                                                 | Massaguel                                      |                                                                  | |                                               |              |
| Renaissance                                    | Château de Corduriès                                                                | Castelnau-de-Montmiral                         |                                                                  | XVIe siècle - XVIIe siècle (Pierre de Fenoÿl) | 43° 58′ 29″ N, 1° 49′ 14″ E                   |              |
| Renaissance                                    | Château de Cors                                                                     | Anglès                                         |                                                                  | XVIe siècle (famille Hortala et association La Landelle) | 43° 31′ 59″ N, 2° 36′ 12″ E                   |              |
|                                                | Château de la Coste                                                                 | Le Verdier                                     |                                                                  | |                                               |              |
|                                                | Château de La Coste-Mailhac                                                         | Larroque                                       |                                                                  | | 44° 00′ 13″ N, 1° 40′ 27″ E                   |              |
| Renaissance                                    | Château de Creyssens                                                                | Puygouzon                                      |                                                                  | | 43° 53′ 47″ N, 2° 10′ 48″ E                   |              |
| Renaissance                                    | Château de Crins                                                                    | Graulhet                                       |                                                                  | |                                               |              |
|                                                | Château de Cuq                                                                      | Cuq                                            |                                                                  | |                                               |              |
|                                                | Château de Cuq-Toulza                                                               | Cuq-Toulza                                     |                                                                  | |                                               |              |
|                                                | Château de Curvalle                                                                 | Curvalle                                       |                                                                  | |                                               |              |
|                                                | Château de Cussac                                                                   | Saint-Grégoire                                 |                                                                  | |                                               |              |
| Renaissance                                    | Château de la Devèze                                                                | Lempaut                                        |                                                                  | XVe siècle - XVIe siècle (famille de Rotolp et de Falguerolles) | 43° 31′ 49″ N, 2° 04′ 32″ E                   |              |
| Renaissance                                    | Château de Dournes                                                                  | Blan                                           |                                                                  | XIXe siècle | 43° 42′ 52″ N, 1° 48′ 53″ E                   |              |
| Renaissance                                    | Château d'En Dumes                                                                  | Lavaur                                         |                                                                  | XIXe siècle (Marius de Voisins-Lavernière et famille Besse) | 43° 42′ 52″ N, 1° 48′ 53″ E                   |              |
| Renaissance                                    | Château de Durand-Delga ou Château de la Madeleine                                  | Gaillac                                        |                                                                  | XIXe siècle (famille Delga et Michel Durand-Delga) | 43° 54′ 13″ N, 1° 53′ 52″ E                   |              |
|                                                | Château de la Durantie                                                              | Castelnau-de-Montmiral                         |                                                                  | |                                               |              |
|                                                | Château de la Durantie                                                              | Sainte-Croix                                   |                                                                  | |                                               |              |
|                                                | Château d'En Laure                                                                  | Labruguière                                    |                                                                  | |                                               |              |
| Ruine ou disparu · Renaissance                 | Château d'Enjaux                                                                    | Saint-Agnan                                    |                                                                  | XVe siècle - ruiné en 1944 (Radio Toulouse) | 43° 42′ 13″ N, 1° 43′ 39″ E                   |              |
| Renaissance · Domaine viticole                 | Château d'Escabes                                                                   | Lisle-sur-Tarn                                 |                                                                  | XVIIe siècle - XIXe siècle (famille d'Adhémar et Hauchard) | 43° 52′ 53″ N, 1° 47′ 07″ E                   |              |
|                                                | Château des Escargots                                                               | Saint-Julien-Gaulène                           |                                                                  | |                                               |              |
| Château fort                                   | Château d'Escoussens                                                                | Escoussens                                     |                                                                  | XIIe siècle - XIIIe siècle (famille de Dourgne et chartreuse de Saïx) | 43° 29′ 59″ N, 2° 12′ 46″ E                   |              |
| Ruine ou disparu                               | Château d'Escroux                                                                   | Escroux                                        |                                                                  | XIIIe siècle - ruiné à la Révolution (famille d'Escroux et de Beyne) | 43° 41′ 35″ N, 2° 32′ 04″ E                   |              |
| Château fort                                   | Château d'Espérausses ou Château de la Barbacane                                    | Espérausses                                    |                                                                  | XIVe siècle - XVIIe siècle (seigneurs puis comtes de Castres) | 43° 41′ 35″ N, 2° 32′ 04″ E                   |              |
| Renaissance                                    | Château de la Falgalarié                                                            | Aussillon                                      |                                                                  | XIXe siècle | 43° 30′ 24″ N, 2° 22′ 02″ E                   |              |
| Renaissance                                    | Château de Farinières                                                               | Saint-Germain-des-Prés                         |                                                                  | XIXe siècle (famille Solomiac) | 43° 30′ 24″ N, 2° 22′ 02″ E                   |              |
| Renaissance                                    | Château de la Fédarié                                                               | Castres                                        |                                                                  | XIXe siècle | 43° 34′ 09″ N, 2° 16′ 29″ E                   |              |
|                                                | Château de Ferrières                                                                | Fontrieu                                       |                                                                  | Anciennement sur commune de Ferrières (fusion en 2016) |                                               |              |
|                                                | Château de Fézembat                                                                 | Castelnau-de-Montmiral                         |                                                                  | |                                               |              |
| Renaissance                                    | Château de Fiac ou Château de Chaminade                                             | Fiac                                           |                                                                  | XIIe siècle- XIXe siècle (famille de Montfort, Guy de Comminges et famille de Rivals) | 43° 30′ 24″ N, 2° 22′ 02″ E                   |              |
| Renaissance                                    | Château du Fieu                                                                     | Lacrouzette                                    |                                                                  | XVIIe siècle | 43° 39′ 20″ N, 2° 20′ 22″ E                   |              |
| Renaissance                                    | Château de Fonlabour actuellement lycée agricole                                    | Albi                                           |                                                                  | XVIIIe siècle - XIXe siècle | 43° 55′ 13″ N, 2° 06′ 02″ E                   |              |
|                                                | Château de Fontguitard                                                              | Cambounet-sur-le-Sor                           |                                                                  | |                                               |              |
| Château fort                                   | Château du Fort ou Château de Lafenasse ou Château de Corneillan                    | Montredon-Labessonnié                          |                                                                  | XIe siècle - XIXe siècle (vicomtes de Lautrec et famille de Corneillan) | 43° 45′ 58″ N, 2° 13′ 43″ E                   |              |
| Renaissance                                    | Château des Fortis ou Château des Fortisses                                         | Lisle-sur-Tarn                                 |                                                                  | XIXe siècle (famille Puilaurens) | 43° 53′ 05″ N, 1° 48′ 45″ E                   |              |
|                                                | Château de Frèjefont                                                                | Lombers                                        |                                                                  | |                                               |              |
| Château fort · Renaissance                     | Château de Gaïx                                                                     | Valdurenque                                    |                                                                  | Ancien château fort du XIIe siècle, entièrement remanié au XVIIe. |                                               |              |
| Renaissance                                    | Château de Gandels                                                                  | Garrevaques                                    |                                                                  | L'actuel château de Gandels date du XVIIe siècle. Il a appartenu à Jacques Rességuier puis à Vincent Piccioni. | 43° 29′ 12″ N, 1° 59′ 34″ E                   |              |
| Renaissance                                    | Château de la Gardie                                                                | Le Sequestre                                   |                                                                  | Xe siècle - XVIe siècle | 43° 54′ 19″ N, 2° 06′ 11″ E                   |              |
| Renaissance                                    | Château de Garrevaques                                                              | Garrevaques                                    | Inscrit MH (2016) · Notice no PA81000054                         | XVe siècle - XIXe siècle (famille de Gineste) | 43° 29′ 12″ N, 1° 59′ 34″ E                   |              |
| Renaissance                                    | Château de la Gautherie                                                             | Crespinet                                      |                                                                  | XVIe siècle (famille de Berne et famille Dms Debah) | 43° 29′ 12″ N, 1° 59′ 34″ E                   |              |
|                                                | Château de Gaycre                                                                   | Cadix                                          |                                                                  | |                                               |              |
|                                                | Château du Gignac-Bas                                                               | Saint-Cirgue                                   |                                                                  | |                                               |              |
|                                                | Château de Gineste                                                                  | Lisle-sur-Tarn                                 |                                                                  | Aussi appelé "château de Saurs", en raison du lieu-dit où il se trouve |                                               |              |
|                                                | Château de Ginestous                                                                | Anglès                                         |                                                                  | |                                               |              |
| Renaissance                                    | Château du Gô                                                                       | Albi                                           | Inscrit MH (1984) · Notice no PA00095455                         | XIVe siècle - XVIIe siècle (évêques d'Albi et famille de Galaup) | 43° 57′ 01″ N, 2° 09′ 43″ E                   |              |
| Renaissance                                    | Château de Gos                                                                      | Barre                                          |                                                                  | |                                               |              |
|                                                | Château de Gourjade                                                                 | Castres                                        |                                                                  | |                                               |              |
| Ruine ou disparu                               | Château de Grandval                                                                 | Teillet                                        |                                                                  | Le château a été inondé dans le lac formé par le barrage hydroélectrique de Rassise |                                               |              |
| Renaissance                                    | Château des Granges                                                                 | Vielmur-sur-Agout                              |                                                                  | XIe siècle - XIXe siècle | 43° 37′ 53″ N, 2° 07′ 04″ E                   |              |
| Renaissance                                    | Château de Gréouces                                                                 | Lacougotte-Cadoul                              |                                                                  | MA tardif - XIXe siècle | 43° 38′ 09″ N, 1° 49′ 19″ E                   |              |
| Château fort · Style Louis XIII                | Château du Gua                                                                      | Lescout                                        | Inscrit MH (1978) · Notice no PA00095589                         | XIIIe siècle - XVIIIe siècle (famille du Puy et de Bonnemain) | 43° 32′ 10″ N, 2° 06′ 04″ E                   |              |
| Ruine ou disparu                               | Château du Guet (Château de Castelnau-de-Montmiral)                                 | Castelnau-de-Montmiral                         |                                                                  | XIIIe siècle - détruit au XIXe siècle (comtes de Toulouse, Charles Ier d'Armagnac) | 43° 57′ 55″ N, 1° 49′ 09″ E                   |              |
| Château fort · Renaissance                     | Château-Bas de Guitalens                                                            | Guitalens-L'Albarède                           |                                                                  | XIIIe siècle - XVIe siècle (famille de Bérail et Ordre des hospitaliers) | 43° 38′ 40″ N, 2° 02′ 03″ E                   |              |
|                                                | Château-Haut de Guitalens                                                           | Guitalens-L'Albarède                           |                                                                  | |                                               |              |
| Château fort                                   | Château d'Hauterive                                                                 | Castres                                        |                                                                  | |                                               |              |
| Ruine ou disparu                               | Château d'Hautpoul                                                                  | Hautpoul (Mazamet)                             |                                                                  | Construit sur un promontoire rocheux aux portes de la montagne Noire, le château d'Hautpoul fut sûrement construit au XIe siècle. Il a subi successivement la croisade des albigeois puis les guerres de Religion, avec d'être abandonné.                            | 43° 28′ 36″ N, 2° 22′ 43″ E                   |              |
| Château fort · Ruine ou disparu                | Château de l'Hom                                                                    | Gaillac                                        |                                                                  | Moyen Âge, Grande Rue du Château de l'Hom | 43° 54′ 00″ N, 1° 53′ 34″ E                   |              |
| Château fort                                   | Tour de l'Horloge                                                                   | Lescure-d'Albigeois                            | Classé MH (1911) · Notice no PA00095591                          | XIVe siècle - XVIIe siècle | 43° 57′ 12″ N, 2° 10′ 12″ E                   |              |
| Renaissance                                    | Château d'Hutaud, Musée des Beaux-Arts de Gaillac ou Château de Foucaud             | Gaillac                                        | Classé MH (1935, 1945) · Notice no PA00095556                    | XVIIe siècle - XVIIIe siècle (famille de Foucaud, d'Huteau et de Puységur) | 43° 53′ 42″ N, 1° 53′ 53″ E                   |              |
| Renaissance                                    | Château de Jonquières                                                               | Lavaur                                         |                                                                  | MA central - XXe siècle (Henri Félix de Pélissier) | 43° 40′ 52″ N, 1° 53′ 43″ E                   |              |
| Château fort · Ruine ou disparu                | Château de Jouqueviel                                                               | Jouqueviel                                     | Inscrit MH (1927) · Notice no PA00095568                         | XIIIe siècle (famille de Faramond) | 43° 28′ 26″ N, 2° 34′ 42″ E                   |              |
| Renaissance                                    | Château de Kerlo                                                                    | Rouairoux                                      |                                                                  | XIXe siècle (famille Hoogeveen) | 43° 28′ 26″ N, 2° 34′ 42″ E                   |              |
|                                                | Château de Labarthe                                                                 | Labarthe-Bleys                                 |                                                                  | |                                               |              |
| Ruine ou disparu                               | Château de Labastide-Gabausse ou Château de la Feuillée                             | Labastide-Gabausse                             |                                                                  | |                                               |              |
| Ruine ou disparu                               | Château de Labastide Vassals ou Bastide d'en Coia Village médiéval                  | Saint-Grégoire                                 |                                                                  | XIIIe siècle - XVe siècle - ruiné (famille de Vassal, de Gasc et de Berne) | 43° 57′ 07″ N, 2° 16′ 23″ E                   |              |
| Renaissance · Domaine viticole                 | Château Labastidié                                                                  | Florentin                                      |                                                                  | |                                               |              |
| Renaissance                                    | Château Labistoul                                                                   | Saint-Marcel-Campes                            |                                                                  | |                                               |              |
|                                                | Château de Labruguière                                                              | Labruguière                                    |                                                                  | |                                               |              |
| Renaissance                                    | Château de Lacan                                                                    | Jonquières                                     |                                                                  | XIXe siècle | 43° 39′ 23″ N, 2° 07′ 38″ E                   |              |
| Renaissance                                    | Château de Lacapelle                                                                | Damiatte                                       |                                                                  | XVe siècle - XVIIe siècle (famille de Villeneuve et de Bruguière) | 43° 41′ 59″ N, 1° 57′ 48″ E                   |              |
|                                                | Château de Lacaze                                                                   | Lacaze                                         |                                                                  | |                                               |              |
|                                                | Château de Lacroisille                                                              | Appelle                                        |                                                                  | |                                               |              |
|                                                | Château de Lagardiolle                                                              | Lagardiolle                                    |                                                                  | |                                               |              |
| Renaissance                                    | Château de Lagassié                                                                 | Garrigues                                      |                                                                  | XIXe siècle | 43° 42′ 37″ N, 1° 43′ 20″ E                   |              |
|                                                | Château de Lagrave                                                                  | Lagrave                                        |                                                                  | |                                               |              |
|                                                | Château de Lalbarède                                                                | Guitalens-L'Albarède (ex Lalbarède)            |                                                                  | |                                               |              |
|                                                | Château de Lamothe                                                                  | Blan                                           |                                                                  | |                                               |              |
|                                                | Château de Lamouzié                                                                 | Castres                                        |                                                                  | |                                               |              |
|                                                | Château de La Landelle                                                              | Palleville                                     |                                                                  | |                                               |              |
|                                                | Château de Laprade ou Château de la Prade                                           | Salles                                         |                                                                  | [ 3 ] |                                               |              |
|                                                | Château de Larambergue                                                              | Anglès                                         |                                                                  | |                                               |              |
|                                                | Château Larroze                                                                     | Cahuzac-sur-Vère                               |                                                                  | |                                               |              |
|                                                | Château de Lasfaillades                                                             | Anglès                                         |                                                                  | |                                               |              |
| Renaissance                                    | Château Lastours ou Château Dor de Lastours                                         | Castres                                        |                                                                  | XIXe siècle (famille de Fregeville et Dor de Lastours) | 43° 37′ 42″ N, 2° 10′ 28″ E                   |              |
|                                                | Château de Lastours                                                                 | Lisle-sur-Tarn                                 |                                                                  | |                                               |              |
| Renaissance                                    | Château de Lastouzeilles                                                            | Palleville                                     | Inscrit MH (1999) · Notice no PA81000008                         | XVe siècle - XVIe siècle (famille de Gouttes) | 43° 30′ 20″ N, 1° 59′ 12″ E                   |              |
| Renaissance                                    | Château de Latour d'Aragon                                                          | Lautrec                                        |                                                                  | XIIIe siècle (Jean de Solomiac et famille de Capriol) | 43° 44′ 15″ N, 2° 07′ 32″ E                   |              |
|                                                | Château de Latour Douzal                                                            | Lautrec                                        |                                                                  | |                                               |              |
| Ruine ou disparu                               | Château de Lautrec                                                                  | Lautrec                                        |                                                                  | avant Xe siècle - disparu (vicomtes de Lautrec) | 43° 42′ 17″ N, 2° 08′ 16″ E                   |              |
| Renaissance                                    | Château de la Lauze                                                                 | Vielmur-sur-Agout                              |                                                                  | XVIIe siècle | 43° 38′ 02″ N, 2° 03′ 28″ E                   |              |
| Château fort                                   | Château de Lavalette                                                                | Viane                                          |                                                                  | XVe siècle - XIXe siècle | 43° 44′ 17″ N, 2° 36′ 43″ E                   |              |
|                                                | Château de Lengari                                                                  | Lautrec                                        |                                                                  | Aussi appelé "Lengary" |                                               |              |
| Ruine ou disparu                               | Château de Lescure (Tarn)                                                           | Lescure                                        |                                                                  | |                                               |              |
| Renaissance                                    | Château de Lestar                                                                   | Cordes-sur-Ciel                                |                                                                  | XVIIIe siècle (famille de Cazillac, de Cajarc et Clément Taillade) | 4° 04′ 28″ N, 1° 57′ 01″ E                    |              |
| Ruine ou disparu                               | Château de Lévizac                                                                  | Albi                                           |                                                                  | XIIe siècle - disparu (famille d'Alès et Delecouls) | 43° 56′ 17″ N, 2° 09′ 11″ E                   |              |
| Renaissance · Ruine ou disparu                 | Château de Lézignac                                                                 | Graulhet                                       | Inscrit MH (1977) · Notice no PA00095566                         | XVe siècle - XIXe siècle (abbaye de Candeil) | 43° 46′ 13″ N, 1° 58′ 01″ E                   |              |
| Renaissance                                    | Château de Limatge                                                                  | Dourgne                                        |                                                                  | |                                               |              |
| Château fort                                   | Château de Linardié                                                                 | Senouillac                                     |                                                                  | XVe siècle - XIXe siècle (famille de Clergue) | 43° 46′ 13″ N, 1° 58′ 01″ E                   |              |
| Renaissance                                    | Château de Livers                                                                   | Livers-Cazelle                                 |                                                                  | |                                               |              |
| Château fort · Ruine ou disparu                | Château de Lombers                                                                  | Lombers                                        |                                                                  | XIe siècle - rasé au XVIIe siècle (maison d'Adhémar et de Bourbon, vicomtes de Lautrec et famille de Lescure) | 43° 48′ 28″ N, 2° 08′ 57″ E                   |              |
| Renaissance                                    | Château de Lostange                                                                 | Navès                                          |                                                                  | XVIe siècle - XXe siècle (famille de Lostanges-Béduer) | 43° 34′ 07″ N, 2° 14′ 29″ E                   |              |
| Château fort                                   | Château de Magrin Musée du Pastel                                                   | Magrin                                         | Classé MH (1979) · Inscrit MH (1979) · Notice no PA00095596      | XIIIe siècle - XVIIe siècle (famille de Corneilhan) | 43° 37′ 13″ N, 1° 55′ 38″ E                   |              |
| Château fort                                   | Château de Mailhoc                                                                  | Mailhoc                                        |                                                                  | |                                               |              |
| Château fort                                   | Château de Malbosc                                                                  | Les Cabannes                                   |                                                                  | XVe siècle | 44° 03′ 39″ N, 1° 56′ 23″ E                   |              |
| Renaissance                                    | Château de Malvignol                                                                | Lautrec                                        | Inscrit MH (1988) · Notice no PA00095582                         | XVIe siècle - XIXe siècle (famille de Capriol) | 43° 42′ 47″ N, 2° 06′ 23″ E                   |              |
|                                                | Château de Mascarenc                                                                | Navès                                          |                                                                  | |                                               |              |
|                                                | Château du Masnau-Massuguiès                                                        | Le Masnau-Massuguiès                           |                                                                  | |                                               |              |
|                                                | Château de Massaguel                                                                | Massaguel                                      |                                                                  | |                                               |              |
|                                                | Castellas de Massals                                                                | Massals                                        |                                                                  | |                                               |              |
|                                                | Château de Massuguiès                                                               | Le Masnau-Massuguiès                           |                                                                  | |                                               |              |
| Renaissance                                    | Château des Mauberets                                                               | La Sauzière-Saint-Jean                         |                                                                  | XVIIe siècle - XXe siècle | 43° 55′ 43″ N, 1° 38′ 51″ E                   |              |
| Château fort                                   | Château de Mauriac                                                                  | Senouillac                                     |                                                                  | |                                               |              |
|                                                | Château de Mayragues                                                                | Castelnau-de-Montmiral                         |                                                                  | |                                               |              |
|                                                | Château de Mazières                                                                 | Castelnau-de-Montmiral                         |                                                                  | |                                               |              |
|                                                | Château de Mézens                                                                   | Mézens                                         |                                                                  | |                                               |              |
| Château fort                                   | Château de Milhars                                                                  | Milhars                                        |                                                                  | |                                               |              |
|                                                | Château de Mirabel-Laval                                                            | Lavaur                                         |                                                                  | |                                               |              |
|                                                | Château de Mirandol                                                                 | Mirandol-Bourgnounac                           |                                                                  | Ancien château, apparemment disparu aujourd'hui. |                                               |              |
| Château fort · Renaissance                     | Château de Miraval                                                                  | Lagarrigue                                     |                                                                  | Inconnue - Renaissance (famille de Miraval) | 43° 35′ 19″ N, 2° 16′ 55″ E                   |              |
|                                                | Château de la Monestarié                                                            | Bernac                                         |                                                                  | |                                               |              |
|                                                | Château de Monestiés                                                                | Monestiés                                      |                                                                  | |                                               |              |
| Château fort                                   | Château de Monségou                                                                 | Lamontélarié                                   |                                                                  | XVe siècle (famille d'Huc de Monségou et de Pins) | 43° 36′ 08″ N, 2° 33′ 55″ E                   |              |
|                                                | Château de Montalivet                                                               | Briatexte                                      |                                                                  | |                                               |              |
| Renaissance                                    | Château de Montauquier                                                              | Cuq-Toulza                                     |                                                                  | XVIe siècle (Joseph Timoléon d'Hargenvilliers) | 43° 34′ 11″ N, 1° 54′ 17″ E                   |              |
| Ruine ou disparu                               | Château de Montcabrières                                                            | Ambialet                                       |                                                                  | Un des forts de défense d'Ambialet |                                               |              |
| Château fort                                   | Château de Montcuquet                                                               | Lautrec                                        |                                                                  | XVe siècle - XVIIIe siècle (famille Dupuy, de Capriol et de Roquepiquet) | 43° 41′ 36″ N, 2° 10′ 39″ E                   |              |
| Château fort                                   | Château de Montdragon                                                               | Montdragon                                     |                                                                  | Xe siècle - XVIe siècle (Raimond Ier de Rouergue, famille de Castelpers, de Clermont-Lodève, d'Izarn) | 43° 46′ 27″ N, 2° 06′ 13″ E                   |              |
| Ruine ou disparu                               | Château de Montégut                                                                 | Lisle-sur-Tarn                                 |                                                                  | XIe siècle - détruit en 1229 | 43° 53′ 36″ N, 1° 48′ 07″ E                   |              |
| Renaissance                                    | Château des Montels                                                                 | Giroussens                                     |                                                                  | XIXe siècle | 43° 46′ 25″ N, 1° 44′ 55″ E                   |              |
| Château fort                                   | Château de Montespieu                                                               | Navès                                          |                                                                  | XIIe siècle - XIXe siècle (famille de Caudière, de Toulouse-Lautrec et de Juge) | 43° 33′ 18″ N, 2° 13′ 20″ E                   |              |
| Ruine ou disparu                               | Château de Montfa                                                                   | Montfa                                         |                                                                  | XIIIe siècle (famille de Lautrec et d'Arpajon) | 43° 41′ 50″ N, 2° 13′ 25″ E                   |              |
| Renaissance                                    | Château de Montgaillard                                                             | Montgaillard                                   |                                                                  | XIIe siècle - XVIIIe siècle | 43° 54′ 38″ N, 1° 35′ 39″ E                   |              |
| Château fort                                   | Château de Montgey                                                                  | Montgey                                        | Inscrit MH (1975)                                                | XIIe siècle (famille de Roquefort) | 43° 30′ 44″ N, 1° 55′ 57″ E                   |              |
| Château fort                                   | Château de Montlédier                                                               | Pont-de-Larn                                   |                                                                  | Xe siècle - XIIIe siècle (famille de la Villette et de Monglas) | 43° 30′ 24″ N, 2° 24′ 55″ E                   |              |
|                                                | Château de Montmoure                                                                | Saint-Amancet                                  |                                                                  | Ancienne commune de Montmoure |                                               |              |
| Château fort · Manoir, gentilhommière          | Château de Montpinier                                                               | Blan                                           |                                                                  | Moyen Âge, XIXe siècle | 43° 30′ 41″ N, 2° 03′ 17″ E                   |              |
| Ruine ou disparu                               | Château de Montpinier                                                               | Montpinier                                     |                                                                  | |                                               |              |
| Château fort · Ruine ou disparu                | Château de Montredon                                                                | Montredon-Labessonié                           |                                                                  | Xe siècle - ruiné XIXe siècle (comtes de Toulouse, maison de Montfort et de Lévis, vicomtes de Lautrec) | 43° 44′ 00″ N, 2° 18′ 28″ E                   |              |
| Château fort · Ruine ou disparu                | Château de Montsalvy                                                                | Puygouzon                                      |                                                                  | XIe siècle - ruiné XVIIe siècle (Collégiale Saint-Salvi) | 43° 52′ 35″ N, 2° 10′ 02″ E                   |              |
|                                                | Château de Montus                                                                   | Saint-André                                    |                                                                  | |                                               |              |
| Renaissance                                    | Château de Montvalen                                                                | Montvalen                                      |                                                                  | Inconnu - XIXe siècle | 43° 51′ 52″ N, 1° 35′ 21″ E                   |              |
| Château fort                                   | Château de Montvert                                                                 | Carbes                                         |                                                                  | XIIIe siècle - XVIIIe siècle (famille Dulac) | 43° 38′ 15″ N, 2° 09′ 59″ E                   |              |
|                                                | Château du Moulinal                                                                 | Vénès                                          |                                                                  | |                                               |              |
| Château fort                                   | Château de Mouzieys-Panens                                                          | Mouzieys-Panens                                |                                                                  | XIIe siècle - XIIe siècle (comtes de Toulouse, familles de Penne, de Rabastens et de Genton) | 44° 05′ 30″ N, 1° 56′ 03″ E                   |              |
| Renaissance                                    | Château de Muratel                                                                  | Fontrieu                                       |                                                                  | |                                               |              |
| Château fort                                   | Château de Nages                                                                    | Nages                                          |                                                                  | |                                               |              |
| Château fort · Ruine ou disparu                | Tour de Navès                                                                       | Navès                                          | Inscrit MH (1995) · Notice no PA00135479                         | Tour fortifiée | 43° 33′ 27″ N, 2° 13′ 41″ E                   |              |
|                                                | Château de Noailles                                                                 | Noailles                                       |                                                                  | |                                               |              |
|                                                | Château des Ormes                                                                   | Lautrec                                        |                                                                  | |                                               |              |
| Château fort                                   | Château de Padiés                                                                   | Lempaut                                        |                                                                  | |                                               |              |
|                                                | Château de Palleville                                                               | Palleville                                     |                                                                  | |                                               |              |
|                                                | Château d'En Parayré                                                                | Prades                                         |                                                                  | |                                               |              |
|                                                | Château de Parisot                                                                  | Saint-Avit                                     |                                                                  | |                                               |              |
|                                                | Château de Paulin                                                                   | Paulinet                                       |                                                                  | |                                               |              |
|                                                | Château de Payrin                                                                   | Payrin-Augmontel                               |                                                                  | |                                               |              |
| Ruine ou disparu                               | Château de Payrolles                                                                | Ambialet                                       |                                                                  | Un des forts de défense d'Ambialet |                                               |              |
| Ruine ou disparu                               | Château de Penne                                                                    | Penne                                          |                                                                  | |                                               |              |
| Renaissance                                    | Château du Petit Lude                                                               | Albi                                           |                                                                  | XVIIe siècle - XIXe siècle (évêques d'Albi Bon Sauveur d'Albi) | 43° 55′ 13″ N, 2° 08′ 54″ E                   |              |
| Renaissance                                    | Château de Périlhac ou château de Périllac                                          | Penne                                          |                                                                  | XIIe siècle - XIXe siècle (Ordre du Temple) | 44° 02′ 33″ N, 1° 43′ 18″ E                   |              |
| Ruine ou disparu                               | Château de Peyrole                                                                  | Peyrole                                        |                                                                  | XIIe siècle - disparu | 43° 48′ 47″ N, 1° 53′ 48″ E                   |              |
| Maison (noble)                                 | Maison Pierre de Biens                                                              | Gaillac                                        | Classé MH (1921) · Notice no PA00095561                          | XVe siècle | 43° 53′ 58″ N, 1° 53′ 49″ E                   |              |
|                                                | Château du Pigné                                                                    | Vielmur-sur-Agout                              |                                                                  | | 43° 37′ 23″ N, 2° 05′ 08″ E                   |              |
|                                                | Château des Pins                                                                    | Lempaut                                        |                                                                  | |                                               |              |
|                                                | Château d'En Piquet                                                                 | Lavaur                                         |                                                                  | |                                               |              |
| Ruine ou disparu                               | Château du Plô                                                                      | Lavaur                                         |                                                                  | |                                               |              |
|                                                | Château de Pont Bourguet                                                            | Larroque                                       |                                                                  | |                                               |              |
|                                                | Château de Poudéos                                                                  | Lavaur                                         |                                                                  | |                                               |              |
|                                                | Château de Poujoulat                                                                | Saint-Gauzens                                  |                                                                  | |                                               |              |
|                                                | Château de Poulan                                                                   | Poulan-Pouzols                                 |                                                                  | |                                               |              |
| Renaissance                                    | Château de la Poussarié                                                             | Noailhac                                       |                                                                  | |                                               |              |
|                                                | Château du Poutac                                                                   | Moularès                                       |                                                                  | |                                               |              |
| Renaissance                                    | Château de Pouzes                                                                   | Andouque                                       |                                                                  | |                                               |              |
|                                                | Château de Provilhergues                                                            | Lautrec                                        |                                                                  | Aussi orthographié de "Provillergues" |                                               |              |
|                                                | Château du Puech                                                                    | Fiac                                           |                                                                  | |                                               |              |
| Ruine ou disparu                               | Château du Puech Mascou ou Château de Giroussens                                    | Giroussens                                     |                                                                  | XIe siècle - disparu XIXe siècle (Trencavel, vicomtes de Lautrec, seigneurs de Castres, famille de Comminges, famille de Foix et rois de France) | 43° 45′ 56″ N, 1° 46′ 19″ E                   |              |
|                                                | Château de Puechassaut                                                              | Brousse                                        |                                                                  | |                                               |              |
|                                                | Château du Puget                                                                    | Damiatte                                       |                                                                  | |                                               |              |
| Renaissance                                    | Château du Puget                                                                    | Massals                                        |                                                                  | XVIIe siècle (famille de Brandouin) | 43° 52′ 20″ N, 2° 31′ 21″ E                   |              |
| Château fort                                   | Château de Puycalvel                                                                | Puycalvel                                      |                                                                  | XIIIe siècle - XVIe siècle (famille de Sicard, de Châteauverdun et de Verdiguier) | 43° 41′ 04″ N, 2° 04′ 59″ E                   |              |
| Ruine ou disparu                               | Château de Puycelsi                                                                 | Puycelsi                                       |                                                                  | |                                               |              |
| Ruine ou disparu                               | Château de Puy-de-Bar                                                               | Moularès                                       |                                                                  | |                                               |              |
|                                                | Château de Puygouzon                                                                | Puygouzon                                      |                                                                  | | 43° 52′ 01″ N, 2° 11′ 26″ E                   |              |
|                                                | Château de Puylaurens                                                               | Puylaurens                                     |                                                                  | |                                               |              |
| Renaissance                                    | Château de Rayssac                                                                  | Rayssac                                        |                                                                  | |                                               |              |
|                                                | Château de Ratayrens                                                                | Le Riols                                       |                                                                  | | 44° 08′ 03″ N, 1° 54′ 52″ E                   |              |
|                                                | Château de Redondet                                                                 | Anglès                                         |                                                                  | |                                               |              |
|                                                | Château de la Revelle                                                               | Teulat                                         |                                                                  | |                                               |              |
|                                                | Château de Reyniès                                                                  | Lavaur                                         |                                                                  | |                                               |              |
|                                                | Château de Rhodes                                                                   | Gaillac                                        |                                                                  | |                                               |              |
|                                                | Château de la Ribeauté                                                              | Albine                                         |                                                                  | |                                               |              |
| Renaissance                                    | Château de Riols                                                                    | Teyssode                                       |                                                                  | XVIIe siècle (famille de Clauzade) | 43° 39′ 47″ N, 1° 56′ 16″ E                   |              |
|                                                | Château des Rives                                                                   | Brens                                          |                                                                  | |                                               |              |
|                                                | Château de Rivières                                                                 | Rivières                                       |                                                                  | |                                               |              |
|                                                | Château du Roc des Anglais                                                          | Alban                                          |                                                                  | Aussi appelé château de Nougaret ou de Nogaret. |                                               |              |
|                                                | Château de la Rode                                                                  | Lempaut                                        |                                                                  | Dans l'ancienne abbaye de la Rode |                                               |              |
|                                                | Château de Rouffiac                                                                 | Rouffiac                                       |                                                                  | |                                               |              |
|                                                | Château de Rogistan                                                                 | Cuq-Toulza                                     |                                                                  | |                                               |              |
|                                                | Château du Roi                                                                      | Ambialet                                       |                                                                  | Un des forts de défense d'Ambialet |                                               |              |
|                                                | Hôtel de Rolland                                                                    | Rabastens                                      |                                                                  | |                                               |              |
|                                                | Tour des Rondes                                                                     | Lavaur                                         |                                                                  | |                                               |              |
|                                                | Château de La Roque                                                                 | Saint-Antonin-de-Lacalm                        |                                                                  | |                                               |              |
|                                                | Château de Roquecourbe                                                              | Roquecourbe                                    |                                                                  | |                                               |              |
|                                                | Château de Roquefort                                                                | Lempaut                                        |                                                                  | |                                               |              |
|                                                | Castrum de Roquefort                                                                | Sorèze                                         |                                                                  | |                                               |              |
|                                                | Château de Roquenaud                                                                | Lavaur                                         | Notice no IA81021077                                             | XVIIIe siècle - XIXe siècle (Alexandre de Bermont) | 43° 43′ 16″ N, 1° 46′ 17″ E                   |              |
|                                                | Château de Roqueperlic                                                              | Noailhac                                       |                                                                  | |                                               |              |
|                                                | Château de Roquereine                                                               | Marnaves                                       |                                                                  | Aussi appelé "château de la Prune" |                                               |              |
|                                                | Château de Roquetaillade                                                            | Ambialet                                       |                                                                  | Un des forts de défense d'Ambialet |                                               |              |
|                                                | Château de Roquevidal                                                               | Roquevidal                                     |                                                                  | |                                               |              |
|                                                | Château de la Roque-Rocazel                                                         | Trébas                                         |                                                                  | |                                               |              |
|                                                | Château de Rosières                                                                 | Rosières                                       |                                                                  | |                                               |              |
|                                                | Château de la Roudezie                                                              | Ambres                                         |                                                                  | |                                               |              |
|                                                | Château de Saint-Affrique                                                           | Saint-Affrique-les-Montagnes                   |                                                                  | |                                               |              |
|                                                | Château de Saint-Agnan                                                              | Saint-Agnan                                    |                                                                  | |                                               |              |
|                                                | Château de Saint-Amans-Valtoret                                                     | Saint-Amans-Valtoret                           |                                                                  | |                                               |              |
|                                                | Château de Saint-André                                                              | Saint-André                                    |                                                                  | |                                               |              |
|                                                | Château de Sainte-Anne                                                              | Fiac                                           |                                                                  | |                                               |              |
| Renaissance                                    | Château de Saint-Avit                                                               | Saint-Avit                                     |                                                                  | XVIIIe siècle - XIXe siècle (famille de Foix-Rabat, de Rochechoaurt et d'Avessens) | 43° 31′ 05″ N, 2° 06′ 47″ E                   |              |
|                                                | Château de Sainte-Cécile d'Avès                                                     | Gaillac                                        |                                                                  | |                                               |              |
| Renaissance                                    | Château de Saint-Chameaux                                                           | Saint-Amancet                                  |                                                                  | XIVe siècle - XIXe siècle (famille de Roquefort, de Villespassans, de Faure et Louis d'Espèrey) | 43° 27′ 46″ N, 2° 06′ 02″ E                   |              |
|                                                | Château de Saint-Félix                                                              | Peyrole                                        |                                                                  | Disparu (château de la baronnie de Brens) | Approximativement 43° 48′ 49″ N, 1° 53′ 03″ E |              |
|                                                | Château de Saint-Géry                                                               | Rabastens                                      |                                                                  | |                                               |              |
|                                                | Château de Saint-Hippolyte                                                          | Monestiés                                      |                                                                  | |                                               |              |
| Ruine ou disparu                               | Château Saint-Jean ou Château Saint-Gisles                                          | Ambialet                                       |                                                                  | Un des forts de défense d'Ambialet |                                               |              |
|                                                | Château de Saint-Juéry                                                              | Saint-Juéry                                    |                                                                  | |                                               |              |
| Renaissance                                    | Château de Saint-Marc                                                               | Damiatte                                       |                                                                  | XIXe siècle | 43° 39′ 48″ N, 2° 00′ 27″ E                   |              |
| Château fort                                   | Château de Saint-Martial                                                            | Senouillac                                     |                                                                  | XVe siècle | 43° 57′ 27,3″ N, 1° 57′ 08,7″ E               |              |
|                                                | Château de Saint-Martin-Laguépie                                                    | Saint-Martin-Laguépie                          |                                                                  | |                                               |              |
|                                                | Château de Saint-Michel-de-Vax                                                      | Saint-Michel-de-Vax                            |                                                                  | XIIIe et XVIIIe siècles (général Jean-Pierre Lacombe-Saint-Michel) | 44° 06′ 19″ N, 1° 47′ 57″ E                   |              |
|                                                | Château de Saint-Pierre                                                             | Trébas                                         |                                                                  | Simplement appelé "château de Trébas" |                                               |              |
|                                                | Château de Saint-Sernin ou Château de Saint-Sernin-les-Mailhoc                      | Cagnac-les-Mines                               |                                                                  | |                                               |              |
|                                                | Château de Saint-Salvy                                                              | Fiac                                           |                                                                  | |                                               |              |
| Château fort · Ruine ou disparu                | Castella de Saint-Sulpice                                                           | Saint-Sulpice-la-Pointe                        | Inscrit MH (1994) · Notice no PA00132682                         | Château-fort construit au XIIIe siècle par Sicard Alaman et présentant un rare exemple de souterrain féodal. Il est grandement détruit lors des guerres de Religion, et il n'en reste aujourd'hui que le souterrain, la base du donjon et les ruines de la chapelle. | 43° 46′ 32″ N, 1° 41′ 18″ E                   |              |
|                                                | Château de Saint-Sulpice                                                            | Saint-Sulpice-la-Pointe                        |                                                                  | |                                               |              |
|                                                | Château de Saint-Urcisse                                                            | Saint-Urcisse                                  |                                                                  | |                                               |              |
|                                                | Château de Salettes                                                                 | Cahuzac-sur-Vère                               |                                                                  | |                                               |              |
|                                                | Château de Saliès                                                                   | Saliès                                         |                                                                  | |                                               |              |
|                                                | Château de Salvagnac                                                                | Salvagnac                                      |                                                                  | |                                               |              |
|                                                | Château de Salveredonde                                                             | Almayrac                                       |                                                                  | |                                               |              |
|                                                | Château de La Salvetat                                                              | Montdragon                                     |                                                                  | |                                               |              |
|                                                | Château de Sargnac                                                                  | Souel                                          |                                                                  | |                                               |              |
|                                                | Château de Sarrazy                                                                  | Brassac                                        |                                                                  | |                                               |              |
|                                                | Château de Sauveterre                                                               | Sauveterre                                     |                                                                  | |                                               |              |
|                                                | Château de Scalibert                                                                | Saint-Paul-Cap-de-Joux                         |                                                                  | |                                               |              |
|                                                | Château de Scopont                                                                  | Maurens-Scopont                                |                                                                  | |                                               |              |
|                                                | Château du Séminaire                                                                | Massals                                        |                                                                  | |                                               |              |
|                                                | Château de Sendrone                                                                 | Saïx                                           |                                                                  | |                                               |              |
|                                                | Château de Sénégats                                                                 | Saint-Pierre-de-Trivisy                        |                                                                  | |                                               |              |
|                                                | Château de Sénil                                                                    | Garrigues                                      |                                                                  | |                                               |              |
|                                                | Château de Séran                                                                    | Massac-Séran                                   |                                                                  | |                                               |              |
|                                                | Château de la Serre                                                                 | Cambounet-sur-le-Sor                           |                                                                  | |                                               |              |
|                                                | Château de Serres                                                                   | Labessière-Candeil                             |                                                                  | |                                               |              |
|                                                | Château de Serviès                                                                  | Serviès                                        |                                                                  | |                                               |              |
| Renaissance                                    | Château du Siala                                                                    | Castres                                        |                                                                  | |                                               |              |
|                                                | Château de Soules                                                                   | Lavaur                                         |                                                                  | |                                               |              |
|                                                | Château du Soulet Haut                                                              | Saint-Germain-des-Prés                         |                                                                  | |                                               |              |
| Renaissance                                    | Château de Soult-Berg                                                               | Saint-Amans-Soult                              |                                                                  | Demeure du maréchal d'Empire Jean-de-Dieu Soult |                                               |              |
|                                                | Château de la Souque                                                                | Coufouleux                                     |                                                                  | |                                               |              |
|                                                | Château de Tanus                                                                    | Tanus                                          |                                                                  | |                                               |              |
|                                                | Château de Tauriac                                                                  | Tauriac                                        |                                                                  | |                                               |              |
| Renaissance · Domaine viticole                 | Château de Terride                                                                  | Puycelsi                                       |                                                                  | |                                               |              |
|                                                | Château de Thoré                                                                    | Aussillon                                      |                                                                  | |                                               |              |
| Ruine ou disparu                               | Château de Thuriès                                                                  | Pampelonne                                     |                                                                  | |                                               |              |
|                                                | Château du Tour                                                                     | Prades                                         |                                                                  | |                                               |              |
|                                                | Château de la Tour                                                                  | Navès                                          |                                                                  | |                                               |              |
|                                                | Donjon de la Tour Léonard                                                           | Navès                                          |                                                                  | |                                               |              |
|                                                | Château de la Tour Plantade                                                         | Labastide-de-Lévis                             |                                                                  | |                                               |              |
|                                                | Bastides des Tourelles                                                              | Marzens                                        |                                                                  | |                                               |              |
|                                                | Château de Tourenne                                                                 | Navès                                          |                                                                  | |                                               |              |
|                                                | Château de Touscayrats                                                              | Verdalle                                       |                                                                  | |                                               |              |
|                                                | Château du Travet                                                                   | Labastide-Saint-Georges                        |                                                                  | |                                               |              |
|                                                | Château de Trébas                                                                   | Trébas                                         |                                                                  | |                                               |              |
|                                                | Château de Trévien                                                                  | Trévien                                        |                                                                  | |                                               |              |
|                                                | Château de Troupiac                                                                 | Viviers-lès-Montagnes                          |                                                                  | |                                               |              |
|                                                | Château de Tyr                                                                      | Lavaur                                         |                                                                  | |                                               |              |
|                                                | Château de Vabre                                                                    | Aussillon                                      |                                                                  | |                                               |              |
|                                                | Château de Varagnes                                                                 | Lautrec                                        |                                                                  | |                                               |              |
|                                                | Château de Vaudricourt                                                              | Navès                                          |                                                                  | |                                               |              |
|                                                | Château de Vénac                                                                    | Veilhes                                        |                                                                  | |                                               |              |
|                                                | Château de Vénès                                                                    | Vénès                                          |                                                                  | |                                               |              |
|                                                | Château de Verdalle                                                                 | Verdalle                                       |                                                                  | |                                               |              |
|                                                | Château du Verdier                                                                  | Le Verdier                                     |                                                                  | |                                               |              |
|                                                | Château de la Vère                                                                  | Larroque                                       |                                                                  | XVIIIe siècle (familles Bonavenc et de Tholozany) | 44° 00′ 09″ N, 1° 41′ 16″ E                   |              |
|                                                | Château du Vergnet                                                                  | Moularès                                       |                                                                  | |                                               |              |
|                                                | Château de la Verrerie                                                              | Carmaux                                        |                                                                  | |                                               |              |
|                                                | Château de Viane ou Château de Pierre-Ségade                                        | Viane                                          |                                                                  | |                                               |              |
|                                                | Château de Vielmur                                                                  | Vielmur-sur-Agout                              |                                                                  | | 43° 37′ 10″ N, 2° 05′ 19″ E                   |              |
|                                                | Château de Villefranche-d'Albigeois                                                 | Villefranche-d'Albigeois                       |                                                                  | |                                               |              |
| Ruine ou disparu                               | Château de Villeneuve-sur-Vère                                                      | Villeneuve-sur-Vère                            |                                                                  | Inconnue (Trencavel et évêques d'Albi) | Approximativement 44° 00′ 09″ N, 2° 01′ 40″ E |              |
| Château fort                                   | Tour de la Vistoure                                                                 | Burlats                                        |                                                                  | |                                               |              |
|                                                | Château de Viviers-lès-Montagnes                                                    | Viviers-lès-Montagnes                          |                                                                  | |                                               |              |

### Châteaux disparus
| Nom                        | Localisation approximative    | Notes |
| -------------------------- | ----------------------------- | --- |
| Château de Bernas          | Près de Lautrec               | Le château de Bernas est cité lors des guerres de Religion. Il aurait ainsi été pris par les protestants du vicomte de Turenne venus de Castres, au début de septembre 1580. |
| Château de Bosson          | Près de Lautrec               | Le château de Bosson (ou Bouffon) est cité le 4 août 1580, au cours des guerres de Religion, lorsque des soldats catholiques s'en emparent et assassinent le seigneur des lieux, un certain S.Joly. |
| Château de Fenairols       | Près de Lautrec               | Le château de Fenairols est cité pendant les guerres de Religion. Il est pris sans effusion de sang entre le 28 et 29 août 1580, par les troupes protestantes d'Henri de La Tour d'Auvergne, venues de Castres avec plusieurs canons. Une garnison protestante prend alors place dans l'édifice. |
| Château ou tour de Gabriac | Au lieu-dit Gabriac (Cadalen) | Le château de Gabriac est cité pendant les guerres de Religion, en tant que demeure du seigneur Maffre Jeanin (?-5 juin 1589 au combat) puis de son fils Pierre. Ce seigneur catholique fut lieutenant du gouverneur de l'albigeois et capitaine de Gaillac (1577), âpre ennemi du baron protestant habitant le château de Cadalen (membre de sa famille). Il assiège sans succès ce dernier à partir du 18 février 1576, puis capture le baron le 30 mars, l'enfermant dans son château où il meurt (assassiné ou suicidé). Le château de Gabriac a aujourd'hui disparu. |
| Château de Gaujac          | Près de Serviès               | Le château de Gaujac est cité pendant les guerres de Religion. Il est pris une première fois le 20 novembre 1573 par les protestants. C'est à nouveau le cas le 26 août 1580, par les troupes protestantes d'Henri de La Tour d'Auvergne, qui vient de Puylaurens avec un canon. Le seigneur des lieux, un certain Bosquillon, se rend et est emprisonné à Castres. Une garnison est installée au château, désormais commandé par le capitaine Moulairès. |
| Château de la Martinié     | Près de Lautrec               | Le château de la Martinié est cité pendant les guerres de Religion, lorsqu'il est pris entre le 28 et 29 août 1580, par les troupes protestantes d'Henri de La Tour d'Auvergne, venues de Castres avec plusieurs canons. |
| Château de Valcarrouffe    | Près de Sémalens              | Le château de Valcarrouffe (ou Valcarousse), dont aucune autre mention ne fait état, est pris entre le 23 et le 24 août 1575 par les protestants venant de Sorèze et de Puilaurens. |

## Les manoirs
| Type                                      | Château                      | Commune                 | Protection                               | Notes | Coordonnées                 | Illustration |
| ----------------------------------------- | ---------------------------- | ----------------------- | ---------------------------------------- | --- | --------------------------- | ------------ |
| Maison forte                              | Manoir de Bez                | Le Bez                  |                                          | Manoir présentant un plan en L sur trois niveaux. Possède de belles fenêtres à meneaux et une échauguette en encorbellement. Pas d'informations historiques. |                             |              |
| Manoir, gentilhommière                    | Manoir de Bouliou            | Cadalen                 |                                          | XVe siècle | 43° 50′ 04″ N, 2° 00′ 59″ E |              |
| Manoir, gentilhommière · Ruine ou disparu | Manoir de la Bousquetarié    | Graulhet                |                                          | Petit manoir perdu près du parc de la Bousquetarié à Graulhet. Aujourd'hui complètement ruiné, il semble avoir brûlé. L'association culturelle du pays graulhétois s'en sert de décor pour son spectacle historique. Pas d'informations historiques                                                                               | 43° 45′ 42″ N, 1° 57′ 34″ E |              |
| Manoir, gentilhommière · Renaissance      | Manoir de Boutaric           | Anglès                  |                                          | Le manoir ou château de Boutaric est un corps de logis de plan rectangulaire, sur trois étages, avec un toit en ardoises. Il est flanqué d'une terrasse surélevée à l'est. Il n'existe cependant pas d'informations historiques.                                                                                                  | 43° 33′ 43″ N, 2° 33′ 39″ E |              |
| Manoir, gentilhommière                    | Maison forte des Cassanhols  | Lisle-sur-Tarn          |                                          | Maison forte du XVIIe siècle qui est une cave vinicole | 43° 52′ 50″ N, 1° 47′ 24″ E |              |
| Manoir, gentilhommière · Renaissance      | Manoir de la Centrale        | Ambialet                |                                          | Construit de 1917 à 1923 dans le style bavarois, ce manoir est en réalité une centrale hydroélectrique d'EDF, la cinquième sur le Saut du Tarn. Dès 1291, les moines du Prieuré de l’Oder ont installé un moulin sur le site, qui fut ensuite remplacé par une filature, une scierie, une huilerie, puis une manufacture d’armes. | 43° 56′ 46″ N, 2° 22′ 43″ E |              |
| Maison forte                              | Maison forte des Farguettes  | Crespinet               | Inscrit MH (2006) · Notice no PA81000027 | Maison forte isolée construite au XIVe siècle par la famille Gasc. Après être passée entre de nombreuses mains et être tombée dans un état de délabrement avancé, elle a été sauvée et restaurée. | 43° 56′ 49″ N, 2° 18′ 25″ E |              |
| Manoir, gentilhommière · Renaissance      | Manoir de Fontbruno          | Escoussens              |                                          | Manoir de l'ancien domaine chartreux de Font Bruno, daté du XVIIe siècle dans ses parties anciennes. Reconstruit au XIXe siècle. | 43° 27′ 37″ N, 2° 12′ 24″ E |              |
| Manoir, gentilhommière                    | Manoir de Granier            | Penne                   |                                          | |                             |              |
| Manoir, gentilhommière · Renaissance      | Manoir de Lasbordes          | Albi                    | Inscrit MH (1979) · Notice no PA00095479 | Manoir du XVIIe siècle et son domaine présentant aussi un moulin à pastel. C'est aujourd'hui le club-house du parcours de golf d'Albi. Aussi appelé "château de Las Bordes". | 43° 56′ 15″ N, 2° 07′ 08″ E |              |
| Manoir, gentilhommière                    | Manoir du Mercadial          | Assac                   |                                          | Antérieur au XVIIIe siècle Seigneurs d'Assac | 43° 57′ 06″ N, 2° 26′ 45″ E |              |
| Maison forte                              | Manoir du Puech Bertou       | Navès                   |                                          | Maison forte du XIVe siècle présentant un massive tour circulaire avec un bel escalier à vis. | 43° 34′ 35″ N, 2° 12′ 24″ E |              |
| Manoir, gentilhommière · Renaissance      | Château d'Eau de Saint-Juéry | Saint-Juéry             |                                          | | 43° 57′ 06″ N, 2° 12′ 29″ E |              |
| Manoir, gentilhommière · Renaissance      | Manoir du Thouron            | Saint-Sulpice-la-Pointe |                                          | |                             |              |

## Les palais
| Type                                                                                | Château             | Commune | Protection | Notes                                                                                 | Coordonnées                 | Illustration |
| ----------------------------------------------------------------------------------- | ------------------- | ------- | --- | ------------------------------------------------------------------------------------- | --------------------------- | ------------ |
| Château fort · Renaissance · Classicisme, classique · Palais · Résidence épiscopale | Palais de la Berbie | Albi    | Classé MH (1862, 1965) · Notice no PA00095480 · Notice no IA81000234 · Notice no IA81000219 · Notice no M0592 · Patrimoine mondial (2010) UNESCO | XVIIe et XVIIIe siècles, ancien palais épiscopal, actuellement musée Toulouse-Lautrec | 43° 55′ 45″ N, 2° 08′ 35″ E |              |
| Classicisme, classique · Palais · Résidence épiscopale                              | Palais de l'Évêché  | Castres | Inscrit MH (1927) · Classé MH (1987) · Notice no PA00095519                                                                                      | XIIe et XVIIe siècles, mairie de Castres                                              | 43° 36′ 13″ N, 2° 14′ 30″ E |              |

## Les commanderies
| Type                           | Château                         | Commune             | Protection                               | Notes | Coordonnées                 | Illustration |
| ------------------------------ | ------------------------------- | ------------------- | ---------------------------------------- | --- | --------------------------- | ------------ |
| Commanderie · Ruine ou disparu | Commanderie d'Arfons            | Arfons              |                                          | Commanderie hospitalière du XIIe siècle, passe sous le contrôle de la commanderie de Renneville au XVIe siècle. Aussi appelée commanderie de l'Hôpital d'Orfons (ancien). | 43° 25′ 49″ N, 2° 10′ 03″ E |              |
| Commanderie                    | Commanderie de Belbèze          | Beauvais-sur-Tescou |                                          | |                             |              |
| Commanderie · Ruine ou disparu | Commanderie de Cambon-du-Temple | Le Fraysse          |                                          | Commanderie templière (à partir de 1179), puis hospitalière (en 1312). Elle passe sous le contrôle de la commanderie de Rayssac en 1336.                                  | 43° 54′ 36″ N, 2° 24′ 19″ E |              |
| Commanderie · Château fort     | Commanderie de Rayssac          | Albi                | Inscrit MH (1928) · Notice no PA00095456 | Commanderie hospitalière du XIIe siècle, une des plus importantes du département, avec plusieurs dépendances comme celle de Cambon-du-Temple. Saisie à la Révolution.     | 43° 54′ 15″ N, 2° 11′ 55″ E |              |
| Commanderie · Ruine ou disparu | Commanderie de Vaour            | Vaour               | Inscrit MH (1929) · Notice no PA00095653 | | 44° 04′ 09″ N, 1° 48′ 09″ E |              |